# 康蕙花園

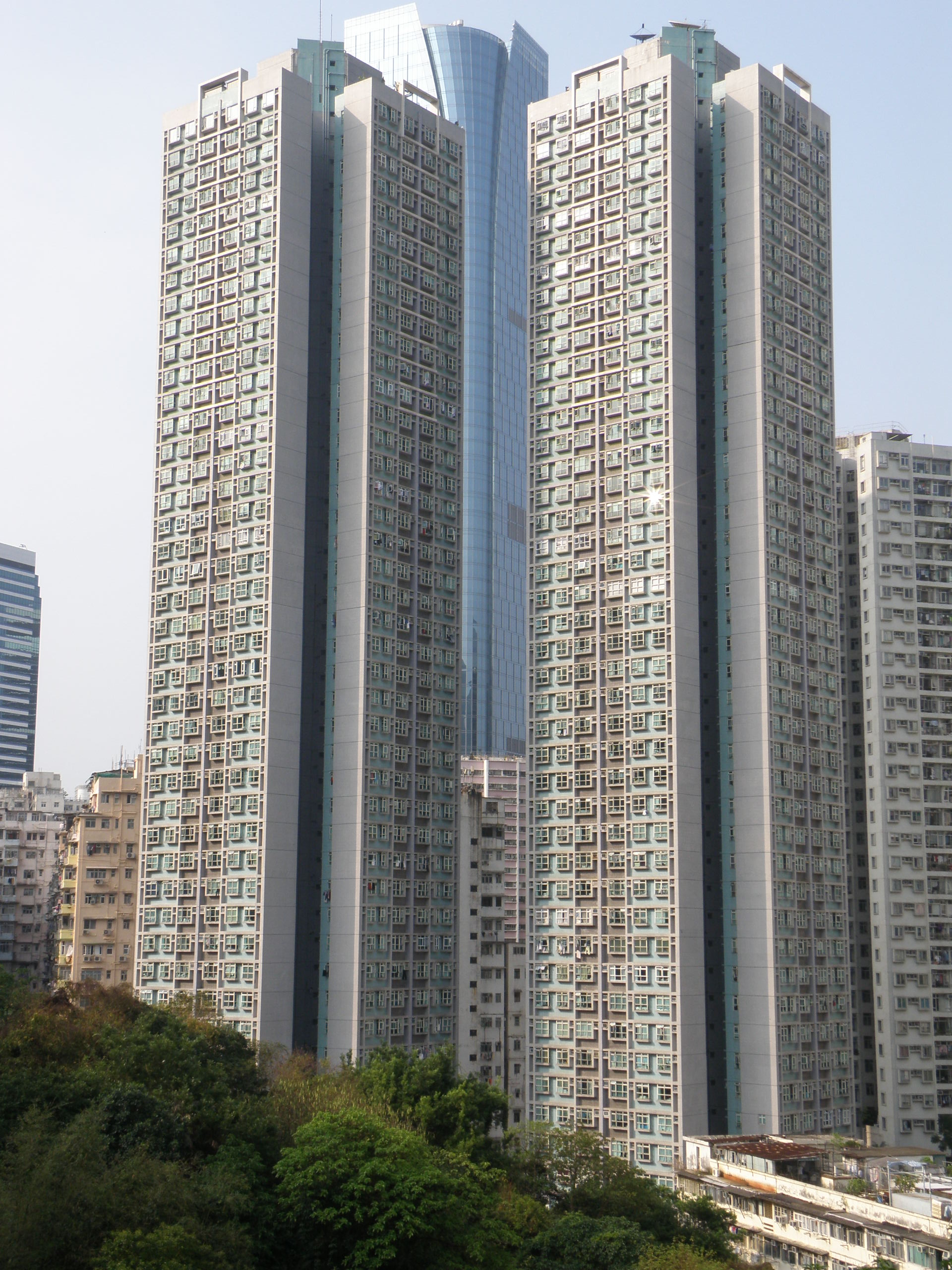
康蕙花園

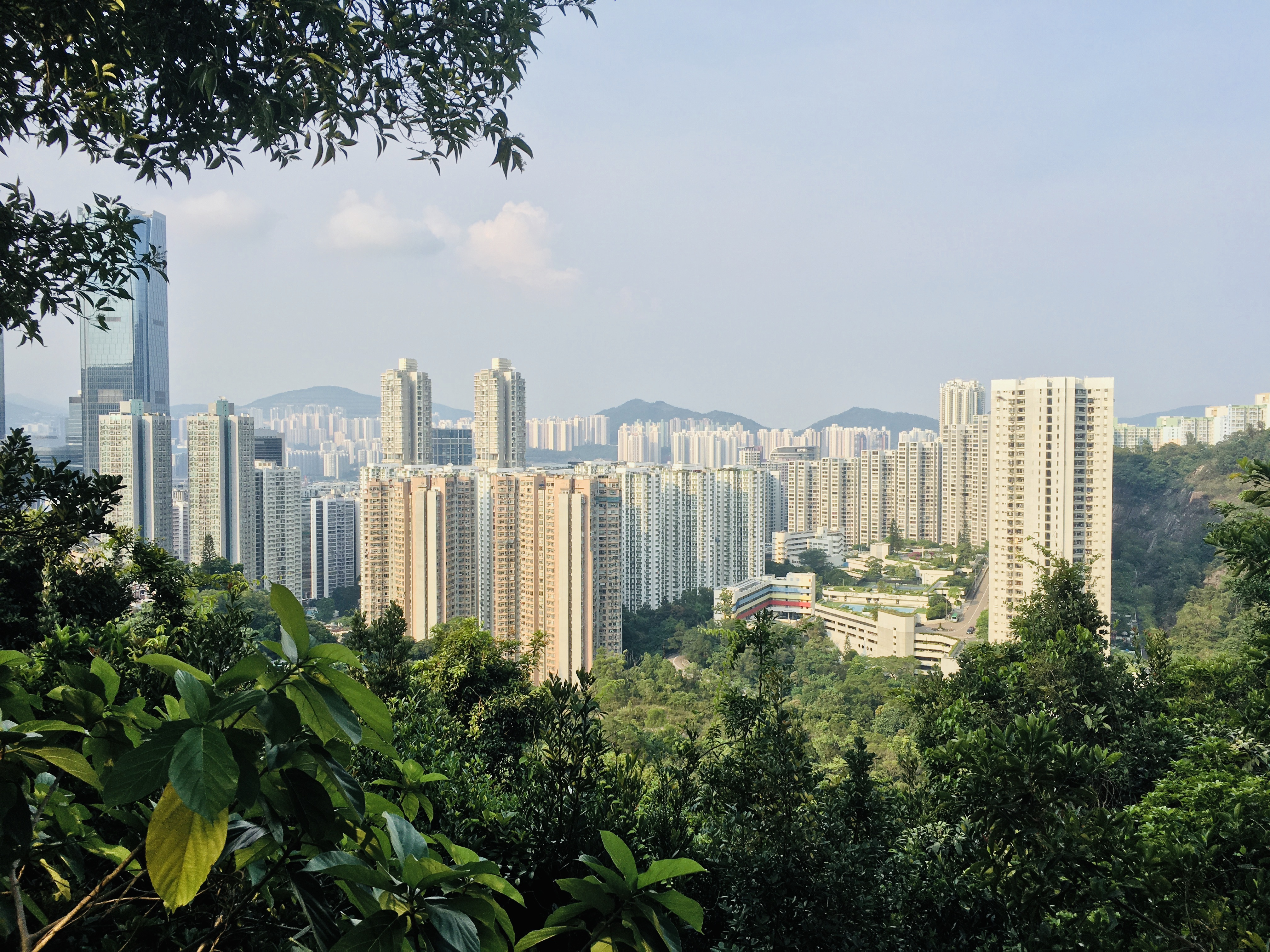
從柏架山道俯瞰康蕙花園（左一），後方最高者為港島東中心

康蕙花園（Kornville）由恒隆地產興建，於1995年12月入伙，分為2座共504個單位，由吳享洪建築師事務所設計，管理公司為仲量聯行旗下的惠信物業管理，位於香港鰂魚涌祐民街38號，屋苑屬香港島14號校網。康蕙花園以L3層為大堂（祐民街入口），共兩層停車場、一層平台花園與兒童遊樂場及一層上落貨專區（鰂魚涌街入口）。在康蕙花園的私家路，有一部升降機方便居民來往兩層入口。每座大廈的頂層是48樓，每層有六個單位（A-F室）。此地是太古鰂魚涌街香港汽水廠的原址。